# إلستون
إلستون (بالإنجليزية: Ellston, Iowa)‏ هي مدينة تقع في ولاية آيوا في الولايات المتحدة. تبلغ مساحة هذه المدينة 0.6 (كم²)، وترتفع عن سطح البحر 373 م، بلغ عدد سكانها 57 نسمة في عام 2012 حسب إحصاء مكتب تعداد الولايات المتحدة.